# Sidi Ahmed (Maroc)
Pour les articles homonymes, voir Sidi Ahmed.
Sidi Ahmed (en arabe : سيدي احمد) est une ville du Maroc. Elle est située dans la région de Marrakech-Safi, dans la province de Youssoufia.

## Démographie
| Population en 2014 | Etranger | Marocain | Population | Ménages | Code Géographique |
| ------------------ | -------- | -------- | ---------- | ------- | ----------------- |
| Centre Sidi Ahmed  | 0        | 7126     | 7126       | 1480    | 07.587.07.03.3    |
| Elgantour          | 1        | 18543    | 18544      | 3553    | 07.587.07.03      |
| Cercle Elgantour   | 12       | 76527    | 76539      | 12695   | 07.587.07         |
| Cercle AHMAR       | 0        | 83473    | 83473      | 12662   | 07.587.05         |

## Climat
Un climat de steppe est présent à Sidi Ahmed (El Gantour). À Sidi Ahmed (El Gantour), les précipitations sont peu importantes toute l'année. Selon la classification de Köppen-Geiger, le climat est de type BSh. La température moyenne annuelle est de 18,3 °C à Sidi Ahmed (El Gantour). La moyenne des précipitations annuelles atteints 306 mm.

### Sources
1. ↑  « Site institutionnel du Haut-Commissariat au Plan du Royaume du Maroc », sur Site institutionnel du Haut-Commissariat au Plan du Royaume du Maroc (consulté le 8 août 2020).